# José Antonio Santamaría
José Antonio Mikel Santamaría Vaqueriza (San Sebastián, Guipúzcoa, España, 16 de marzo de 1946-ibid., 19 de enero de 1993), fue un futbolista español. Tras retirarse del fútbol tuvo una destacada carrera como empresario en el sector de la hostelería. Murió asesinado en un atentado terrorista cometido por ETA en 1993.

## Biografía
José Antonio Santamaría nació en 1946 en el muelle pesquero de la ciudad de San Sebastián. Sus padres se dedicaban a las faenas marineras.

### Carrera como futbolista
Comenzó jugando al fútbol con 11 años en los torneos playeros de su ciudad natal, con 14 años pasó a jugar en categoría juvenil y a los 17 años militaba en la Sociedad Deportiva Eibar, jugando en Tercera División. En 1964 fichó por la Real Sociedad de Fútbol que lo integró en su equipo filial, el San Sebastián Club de Fútbol, que también jugaba en Tercera.
Santamaría jugó durante 3 temporadas en el Sanse con el que disputó 83 partidos y marcó 6 goles. En la Real, Santamaría se ganó el apodo de Tigre por el pundonor y la garra que mostraba sobre el terreno de juego. Tigre Santamaría jugaba como defensa central.
Santamaría fue ascendido al primer equipo de la Real Sociedad de cara a la temporada 1967-68, la del regreso del equipo donostiarra a la Primera División Española. Santamaría no tuvo oportunidad de debutar en Liga durante esa temporada y tuvo que esperar al torneo de Copa para debutar el 12 de mayo de 1968 ante el Español de Barcelona.
Durante las 4 temporadas que perteneció a la disciplina del primer equipo de la Real jugó 48 partidos oficiales y marcó 2 goles con los realistas. De ellos, 36 partidos fueron en la Primera División española. Su trayectoria fue de menos a más y aunque no llegó a asentarse en la titularidad del equipo, durante las temporadas 1969-70 y 1970-71 fue un jugador bastante utilizado y su carrera estaba adquiriendo una clara trayectoria ascendente.
En 1971, el club recibió una oferta para traspasar a Santamaría al Hércules CF. Aunque el Hércules se encontraba en Segunda División, era un equipo con claras aspiraciones de ascender y tanto el jugador como el club recibieron ofertas económicamente interesantes. La Real accedió a traspasar a Santamaría considerando que el puesto de defensa central estaba cubierto con los jugadores que quedaban en la plantilla. El Hércules pagó 2,5 millones de pesetas a la Real por el traspaso y pagaría 800.000 pesetas anuales al jugador en los años siguientes.
Santamaría militó durante 3 temporadas en el equipo herculano durante las cuales su carrera en cierta manera se estancó con lesiones importantes al poco de su llegada. En 1974 el Hércules, con Santamaría en su plantilla logró el ascenso a la Primera división española.
Sin embargo no debutaría con el Hércules en Primera, ya que ese verano firmó por dos años con el CD Sabadell, que jugaba en Segunda división. Aunque en el Sabadell Santamaría fue de la partida desde su llegada, el equipo tuvo un mal rendimiento en la Liga y acabó descendiendo a Tercera División esa misma temporada. Al finalizar la temporada Santamaría y el Sabadell resciendieron contrato de mutuo acuerdo.

### Clubes
| Club                    | País   | Año       | Goles* | Partidos* |
| ----------------------- | ------ | --------- | ------ | --------- |
| SD Eibar                | España | 1963-1964 |        |           |
| San Sebastián CF        | España | 1964-1967 | 6      | 83        |
| Real Sociedad de Fútbol | España | 1967-1971 | 2      | 48        |
| Hércules CF             | España | 1971-1974 | 2      |           |
| CD Sabadell             | España | 1974-1975 |        |           |

### Selección nacional
Ha sido internacional con la Selección de fútbol de España en las categoría inferiores, "Sub-23" y fue preseleccionado en varias ocasiones para la selección absoluta.

### Empresario de la hostelería
Tras retirarse del fútbol montó junto con otros socios la Discoteca Ku en San Sebastián. Esta discoteca tuvo un gran éxito y acabaría convirtiéndose en uno de los locales más de moda de la ciudad. En 1978, Santamaría junto con otros dos socios, extendió la franquicia de Ku a la isla de Ibiza, adquiriendo y ampliando un local ya existente que pasaría a ser conocido como Ku Ibiza. El Ku de Ibiza se convirtió a lo largo de la década de 1980 en un local de referencia no solo a nivel de Ibiza, sino a nivel mundial, siendo una de las discotecas o clubs más famosos del mundo. Entre otros ostentaba el récord de mayor discoteca del mundo según el Libro Guinness y era publicitada como tal. Santamaría tenía entre sus amistades personales más conocidas a personalidades como el director Roman Polanski, que por aquella época tenía una casa en Ibiza.
Santamaría llevó junto con sus socios el negocio hasta comienzos de los años 1990, cuando problemas económicos (tras una costosa obra de remodelación hubo un derrumbe de la discoteca) llevaron al cierre provisional de la misma y a su venta a otros propietarios. La discoteca pasaría a llamarse Privilege Ibiza, nombre por el que es conocida actualmente. En paralelo Santamaría llevaba otros negocios en su ciudad natal de los cuales el más conocido sería la céntrica Cafetería Basque, un local muy conocido en la ciudad.

### Víctima de ETA
En noviembre de 1990, fue filtrado a tavés de los periódicos Diario 16 y Egin un informe de origen judicial, que pasaría a ser conocido como Informe Navajas y que venía siendo tramitado como diligencia informativa desde mayo de 1989 por el fiscal de la Audiencia de San Sebastián Luis Navajas. El fiscal Navajas investigaba las supuestas conexiones de guardias civiles adscritos a la lucha antiterrorista del cuartel de Intxaurrondo de San Sebastián, con grupos dedicados al contrabando y al narcotráfico. En dicho informe, José Antonio Santamaría aparecía como uno de los supuestos cabecillas de las redes de contrabando con las que tenían relación los guardias civiles investigados y se le implicaba como autor de presuntos delitos de cohecho por sobornar a guardias civiles para evitar decomisos de contrabando.
Aunque Santamaría negó en su momento las acusaciones vertidas contra él, desde ese momento hasta su asesinato poco más de dos años más tarde, poco pudo hacer para evitar que su nombre siguiera apareciendo ligado regularmente a noticias, filtraciones y rumores de todo tipo que mezclaban narcotráfico, lucha antiterrorista y tramas de corrupción policial de las que se hizo especial eco el diario abertzale Egin.
Dos meses antes de su asesinato, el 25 de noviembre de 1992, Santamaría fue llevado a declarar ante el juez Andreu por estos hechos, aunque fue liberado sin cargo alguno tras su declaración, lo que contribuyó a realzar el interés mediático sobre el asunto. Para echar más leña al fuego, Santamaría era amigo personal de destacados dirigentes socialistas, especialmente de Txiki Benegas, siendo esta relación públicamente conocida; y por tanto susceptible de ser utilizada para establecer cualquier tipo de conexión política.
Así, el conocido empresario y exfutbolista, acusado públicamente de ser cabecilla de una red de narcotraficantes y/o contrabandistas, de tener tratos con los grupos antiterroristas de la Guardia Civil y amigo personal de dirigentes del PSE-PSOE pasó a convertirse en un objetivo potencial de la organización terrorista ETA. El empresario, sin embargo, no se escondió ni abandonó el País Vasco en aquellos momentos ni tomó especiales medidas de protección.
La noche del 19 de enero de 1993, víspera de la Tamborrada de San Sebastián, Santamaría se encontraba con un grupo de amigos, entre ellos Tirso Martínez Santiago y José Ignacio García Álvarez (el gitano), cenando en la sociedad gastronómica Gaztelupe de la Parte Vieja de San Sebastián; cuando dos personas entraron en el local y asesinaron al empresario de un tiro en la nuca. Este se encontraba de espaldas a la entrada del local y no vio llegar a sus asesinos. El etarra Juan Antonio Olarra fue condenado en 2007 a 28 años de cárcel como autor material del asesinato de Santamaría, que habría realizado junto con otro etarra, José María Iguerategui, fallecido unos pocos años después del asesinato. Otro conocido miembro de ETA, Valentín Lasarte habría participado en el asesinato señalando a la víctima. Los tres eran en aquel momento integrantes del comando Donosti de ETA.
En el momento de su asesinato Santamaría estaba casado y era padre de tres hijos. La viuda de Santamaría denunció públicamente pocos días después del asesinato el juicio paralelo al que se había sometido a su marido a través de Egin y criticó asimismo la actitud de las instancias judiciales que no habían hecho nada para impedirlo.
Las acusaciones vertidas contra Santamaría, así como las irregularidades denunciadas en el Informe Navajas acabaron siendo archivadas, aunque eso no ha evitado el surgimiento de teorías de conspiración relacionadas con una serie de asesinatos realizados por el comando Donosti durante los años siguientes (de los cuales el de Santamaría habría sido el primero) y que estarían supuestamente relacionados con el Informe Navajas.

## Crítica social
El artista Omar Jerez realizó una performance el 2 de mayo de 2013 en San Sebastián, homenajeando a José Antonio Santamaría Vaqueriza en el lugar donde fue asesinado por el grupo terrorista E.T.A